# Pieniądze od rana
Pieniądze od rana – program poranny TVN CNBC, emitowany w latach 2007–2013, od poniedziałku do piątku między 7.00 a 8.00. Pierwsza część programu skupiała się wokół problematyki finansów osobistych, zaś w drugiej były omawiane  wydarzenia ekonomiczne bieżącego dnia. Na koniec programu analitycy rynkowi komentowali informacje pojawiające się na rynku przed sesją GPW.
Gospodarzami programu byli Robert Stankiewicz, Jolanta Kucharska i Katarzyna Karpa-Świderek. 